# 強戸村
強戸村（ごうどむら）は群馬県の東部、新田郡に属していた村。

## 地理
- 河川：休泊川

## 歴史
- 1889年（明治22年）4月1日 - 町村制施行により強戸村，寺井村，西長岡村，菅塩村，成塚村，北金井村と太田町・天良村の各一部が合併して新田郡強戸村が成立する。
- 1957年（昭和32年）4月1日 - 山田郡休泊村とともに太田市へ編入される。

## 交通

### 鉄道
- 東武桐生線 治良門橋駅

## 出身者
- 岡部幸雄（元競馬騎手、現競馬評論家）
- 渋沢市郎（子爵・渋沢栄一の妹婿、埼玉県会議員） - 成塚村出身で、旧姓は須永。
- 須永好（農民運動家、衆議院議員）